# Neillia velutina
Neillia velutina är en rosväxtart som beskrevs av Pendry. Neillia velutina ingår i släktet klockspireor, och familjen rosväxter. Inga underarter finns listade i Catalogue of Life.